# بيتسي كادوالادر
بيتسي كادوالادر (بالإنجليزية: Betsi Cadwaladr)‏ (24 مايو 1789- 17 يوليو 1860)، المعروف أيضًا باسم بيتي كادوالادر وبيتسي ديفيس، عملت كممرضة في حرب القرم إلى جانب فلورنس نايتنجيل، على الرغم من أن خلفياتهم الاجتماعية المختلفة كانت مصدر خلاف دائم. اسمها اليوم مرادف لمجلس الصحة بجامعة بيتسي كادوالادر (الويلزية: Bwrdd Iechyd Prifysgol Betsi Cadwaladr)، أكبر منظمة صحية في ويلز. في عام 2016، تم اختيارها كواحدة من «أعظم 50 رجلاً وامرأة ويلز في كل العصور». ووضعت أمام أفراد من ويلز مشهورين مثل المغني توم جونز والممثل أنتوني هوبكنز وتوماس إدوارد لورنس وإيفور نوفيلو.

## خلفية
ولدت إليزابيث بيتسي كادوالادر عام 1789 في لانيسيل بالقرب من بالا بويلز، وهي واحدة من 16 طفلاً للواعظ الميثودي دافيد كادوالادر. نشأت في مزرعة لانيسيل هيل هيد، وتوفيت والدتها عندما كان عمرها خمس سنوات فقط. بعد ذلك بفترة وجيزة، حصلت على نسخة من الكتاب المقدس كهدية من توماس تشارلز (رجل دين من الميثوديين الويلزيين الكالفينيين الذين اشتهروا أيضًا بتقديم نسخة إلى ماري جونز)، وهو أمر تقدره بيتسي كثيرًا، وشعرت أنه أعطاها بعضًا منها، والغرض من الحياة.

## عملها المبكر
حصلت كادوالادر على عمل محليًا كخادمة في بلاس دري، حيث تعلمت الأعمال المنزلية والتحدث باللغة الإنجليزية، ولعب القيثارة الثلاثية. لم تكن سعيدة هناك، مع ذلك في سن الرابعة عشرة، هربت عبر نافذة غرفة نوم باستخدام ملاءات مربوطة، وغادرت بالا. حصلت على عمل كخادمة منزلية في ليفربول. في مرحلة ما من حياتها، غيرت لقبها إلى ديفيس لأنه كان من السهل نطقها، على الرغم من أن بعض المصادر تذكر أنها ولدت بالفعل باسم إليزابيث ديفيس. عادت لاحقًا إلى ويلز، لكنها فرت بعد ذلك إلى لندن لتجنب الزواج، لتعيش مع أختها. هنا في لندن، تعرفت على المسرح لأول مرة، مما جعلها تحظى باهتمام كبير.
أثناء عملها كخادمة ومساعدة، أتيحت لها الفرصة للسفر على نطاق واسع حول العالم، مما منحها طعمًا للسفر. كانت في فرنسا وقت معركة واترلو، وزارت ساحة المعركة حيث تأثرت بمحنة الجرحى. في عام 1820، عندما كانت تبلغ من العمر 31 عامًا، عادت مرة أخرى إلى بالا، والتي تعتبرها الآن «مملة»، لذلك أصبحت خادمة لقبطان سفينة وسافرت لسنوات، وزيارة أماكن مثل أمريكا الجنوبية وأفريقيا وأستراليا. في بعض الأحيان كانت تؤدي شكسبير على متن السفينة، والتقت بأشخاص مثل ويليام كاري، المبشر، والأسقف هيبر، كاتب الترنيمة. في هذا الوقت لم تكن قد تدربت على التمريض، ولكن خلال فترة وجودها على متن السفينة انخرطت في رعاية المرضى، كما أنها أنجبت الأطفال. على الرغم من عنادها واستقلالها، ادعت كادوالادر نفسها أنه خلال رحلاتها اقترح عليها أكثر من 20 رجلاً.

## عملها كممرضة
عند عودتها إلى بريطانيا، قررت أن تتدرب كممرضة في مستشفى غاي بلندن. بعد تدريبها التحقت في سن ال65 بخدمة التمريض العسكرية بنية العمل في شبه جزيرة القرم، على الرغم من محاولات شقيقتها بريدجيت لثنيها عن ذلك. لم ترغب فلورنس نايتنجيل (التي جاءت من خلفية مميزة) في رحيل كادوالادر من الطبقة العاملة الويلزية، قائلة إنه إذا ذهبت بيتسي إلى شبه جزيرة القرم، فسيكون ذلك ضد إرادتها وأن بيتسي يجب أن يتم نقله إلى مشرف آخر. . أجاب بيتسي، «هل تعتقد أنني كلب أم حيوان لأجعلني أكثر؟ لدي إرادة خاصة بي.»
أرسلت كادوالادر لاحقًا إلى مستشفى في سكوتاري، تركيا، وهي مستشفى تديرها فلورنس نايتنجيل. عملت هناك لبضعة أشهر، لكن كانت هناك اشتباكات متكررة بينهما؛ لقد جاءوا من خلفيات اجتماعية مختلفة جدًا وكانوا جيلًا منفصلاً في العمر (31 عامًا). كانت نايتنجيل متمسكة بالقواعد والبيروقراطية، وقد أسست بعضها؛ في الواقع، اشتهرت أيضًا بإحصائية. غالبًا ما تتجنب اللوائح للتفاعل بشكل حدسي مع الاحتياجات المتغيرة باستمرار للجنود المصابين. بينما اعترفت نايتنجيل لاحقًا بعمل كادوالادر والتقدم الذي أحرزته في مواجهة الظروف غير الصحية، إلا أن الاثنين تعارفا إلى درجة أن كادوالادر، التي تجاوزت الآن 65 عامًا، انتقلت باختيارها من المستشفى، بالقرب من خط المواجهة في بلقلاوة. زارت نايتنجيل بالاكلافا مرتين، وبعد أن رأت التغييرات التي أحدثتها أساليب كادوالادر أعطتها الفضل الذي تستحقه.